# تمرين الحذافة

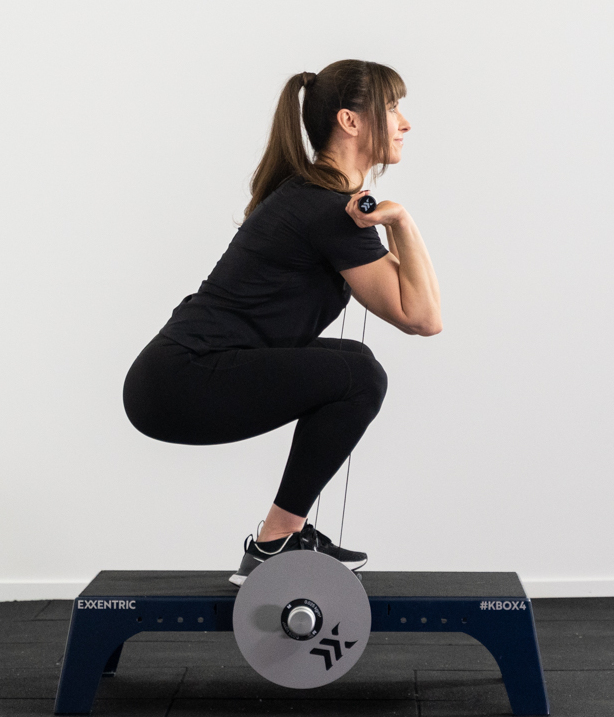
تمرين الدفع على جهاز تمرين الحذافة

تمرين الحذافة أو تدريب دولاب الموازنة هو نوع من تمارين القوة حيث توليد المقاومة المطلوبة لتنشيط العضلات بقصور الحذافة بدلاً من جاذبية الأوزان كما هو الحال في تمارين الأثقال التقليدي.
على النقيض من تدريب الأثقال، يوفر تدريب الحذافة مقاومة متغيرة في جميع أنحاء نطاق الحركة ، ما يسهل التدريب متساوي القصور الذاتي والحمل الزائد اللامركزي. لقد ثبت أن هذا التدريب يؤدي إلى تحسين القوة والقدرة وتضخم العضلات وتنشيطها وإطالتها وشد الأوتار. وهذا بدوره يمكن أن يؤدي إلى تحسين الأداء الرياضي في السرعة وارتفاع القفزة وتغيير الاتجاه والوقاية من الإصابات.